# Хелпер
Хе́лпер (англ. Helper) — город в округе Карбон, штат Юта, США, расположенный примерно в 120 милях на юго-восток от столицы штата — Солт-Лейк-Сити и в 7 милях (11,6 км) к северо-западу от окружного центра Прайс. Основное прозвище города — «Центр Карбона (округа)».
В городе находится Западный музей горнодобывающей промышленности и железной дороги (англ. Western Mining and Railroad Museum, расположен в бывшем здании гостиницы), также для туристов имеется ряд экспозиций о жизни в городе в конце XIX — начале XX веков.

## Название
Дословно название города (Helper) можно перевести как «Помощник». Такое название городу дали паровозы-толкачи (англ. Helper locomotive), депо которых находилось возле поселения. Толкачи работали на Denver and Rio Grande Western Railroad (соединяет Солт-Лейк-Сити с Денвером и штатом Колорадо) и служили для подталкивания поездов идущих через массив Уосатч по перевалу Soldier Summit, помогая поездам преодолеть затяжной подъём в 24 тысячных (2,4 %) протяжённостью 15 миль. Данный перевал находится на 5-м месте по крутизне среди перевалов США, а во время Зимних Олимпийских игр 2002 года на нём находилась часть лыжных трасс, включая биатлон и лыжное двоеборье.